# الدين في أمريكا الجنوبية
الديانة الأكثر انتشاراً في أمريكا الجنوبية هي المسيحية، خاصة الكاثوليك، باعتبارها من تراث الاستعمار البرتغالي والإسباني. ولدى المنطقة زيادة ملحوظة في أعداد البروتستانت واللادينين، وهناك وجود لديانات الأخرى مثل اليهودية، البوذية، الإسلام، الهندوسية.

## المسيحية

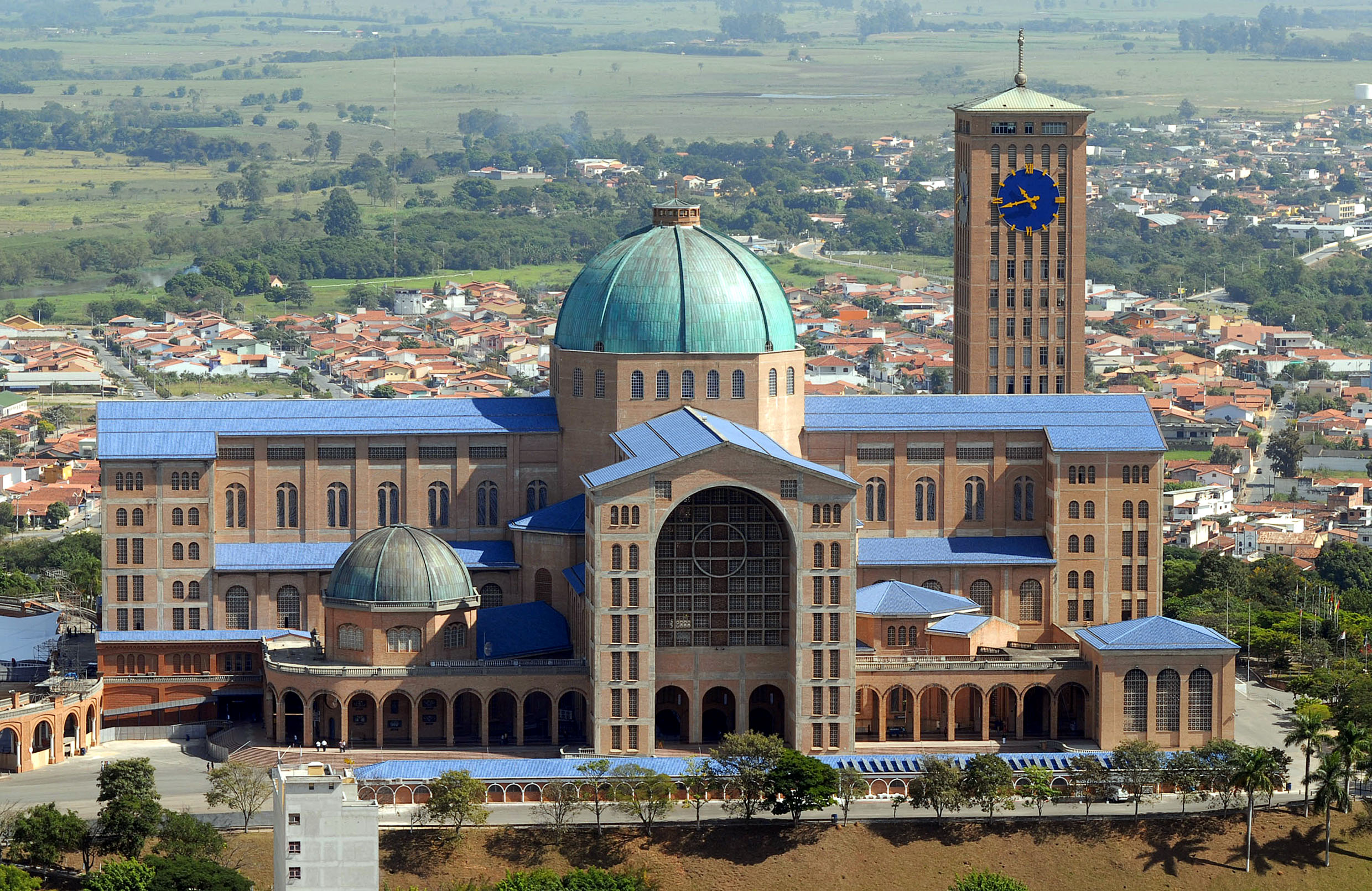
تعد كنيسة الضريح الوطني لسيدة أباريسيدا ثاني أكبر كنيسة في العالم، بعد كنيسة القديس بطرس في مدينة الفاتيكان.

وفقًا لمركز بيو للأبحاث، فإن 83.43٪ من سكان أمريكا الجنوبية هم من المسيحيين.

### الكاثوليكية
في العديد من بلدان أمريكا الجنوبية، الكاثوليكية هي أكثر الطوائف المسيحية شهرة. ففي باراغواي، بيرو، كولومبيا والأرجنتين يشكل الكاثوليك أكثر من ثلاثة أرباع السكان. وكانت الكاثوليكية هي الدين الوحيد المسموح به في الحقبة الاستعمارية. أجبر السكان الأصليين على التخلي عن معتقداتهم.

### البروتستانتية
كانت البروتستانتية حاضرة منذ القرن التاسع عشر، كأقلية، لكنها شهدت زيادة قوية منذ الثمانينيات. وغالبية البروتستانت في أمريكا اللاتينية بشكل عام هم من الخمسينيين. ويوجد في البرازيل اليوم أكبر عدد من بروتستانتية في أمريكا الجنوبية حيث يشكلون 22.2٪، 89٪ من الإنجيليين البرازيليين هم من الخمسينيين، وفي تشيلي يمثلون 79٪ من إجمالي الإنجيليين، 69٪ في الأرجنتين و 59٪ في كولومبيا. ومن ناحية أخرى، في الأوروغواي 66٪ من الإنجيليين ميثوديون، بينما 20٪ فقط من الخمسينيين.

## الديانات الأخرى

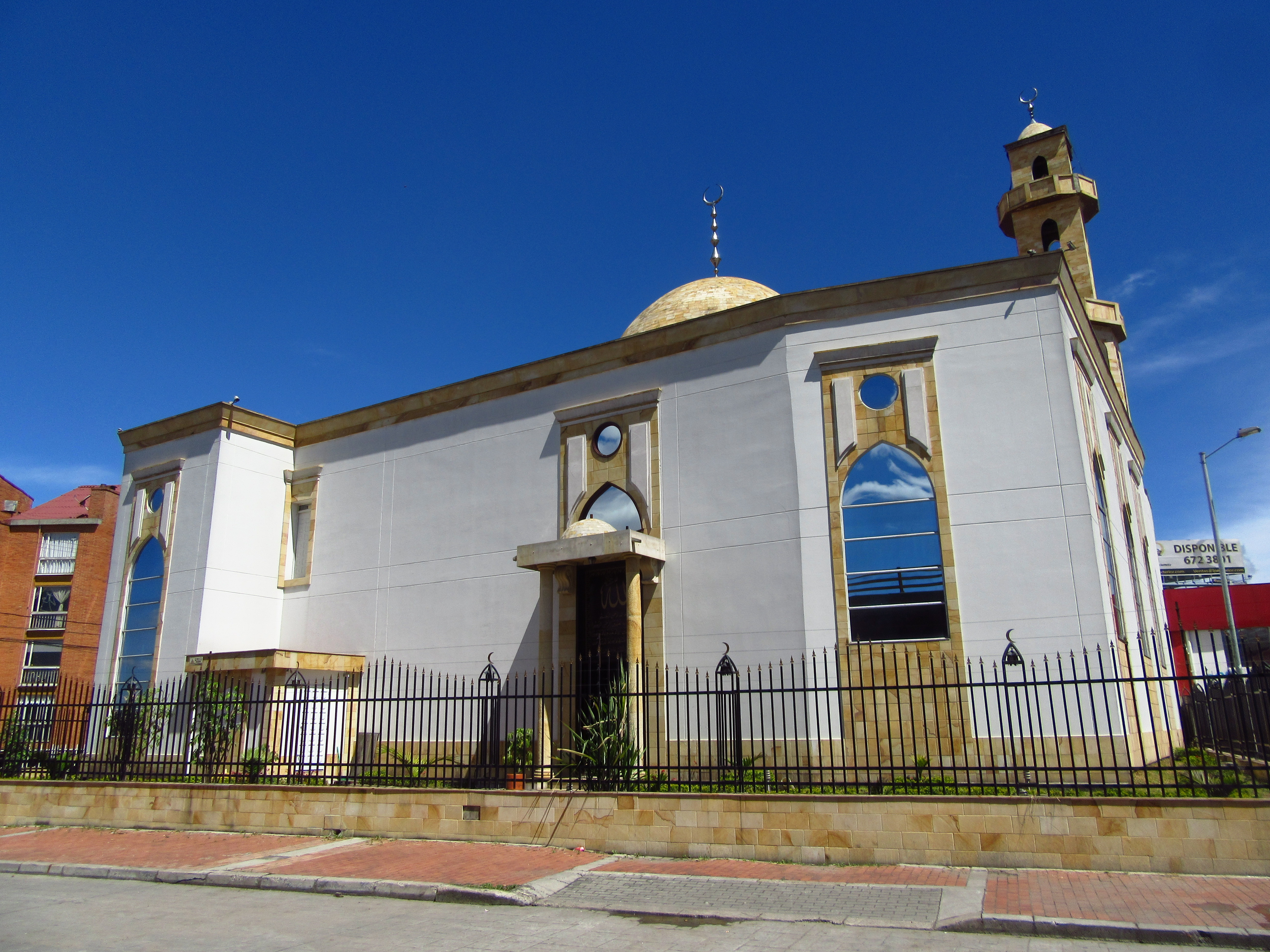
مسجد أبو الصديق في بوغوتا

توجد في الأرجنتين أكبر الجاليات اليهودية  والإسلامية  في المنطقة. والهندوسية هي ثاني أكبر ديانة في سورينام. ووفقًا لتعداد 2012 في سورينام، يشكل الهندوس 22.3 ٪ من السكان. ولدى سورينام ثاني أكبر نسبة من الهندوس في نصف الكرة الغربي، بعد غيانا (24.8٪). ولا تزال تمارس العقائد الأصلية في البلدان ذات نسب كبيرة من الهنود الحمر، مثل بوليفيا وبيرو.

## إحصائيات
دول أمريكا الجنوبية حسب الدين (تقدير عام 2020):
| بلدان       | إجمالي عدد السكان | مسيحيون٪ | السكان المسيحيون | ٪ غير منتسبين | السكان غير المنتسبين | آخر ٪ | السكان الآخرون |
| ----------- | ----------------- | -------- | ---------------- | ------------- | -------------------- | ----- | -------------- |
| الأرجنتين   | 43,830,000        | 85.4٪    | 37,420,000       | 12.1٪         | 5,320,000            | 2.5٪  | 1,090,000      |
| بوليفيا     | 11,830,000        | 94٪      | 11,120,000       | 4.1٪          | 480,000              | 1.9٪  | 230,000        |
| البرازيل    | 210,450,000       | 88.1٪    | 185,430,000      | 8.4٪          | 17,620,000           | 3.5٪  | 7,400,000      |
| تشيلي       | 18,540,000        | 88.3٪    | 16,380,000       | 9.7٪          | 1,800,000            | 2٪    | 360,000        |
| كولومبيا    | 52,160,000        | 92.3٪    | 48,150,000       | 6.7٪          | 3,510,000            | 1٪    | 500,000        |
| الإكوادور   | 16,480,000        | 94٪      | 15,490,000       | 5.6٪          | 920,000              | 0.4٪  | 70,000         |
| غيانا       | 850,000           | 67.9٪    | 580,000          | 2٪            | 20,000               | 30.1٪ | 250,000        |
| باراغواي    | 7,630,000         | 96.9٪    | 7,390,000        | 1.1٪          | 90,000               | 2٪    | 150,000        |
| بيرو        | 32,920,000        | 95.4٪    | 31,420,000       | 3.1٪          | 1,010,000            | 1.5٪  | 490,000        |
| سورينام     | 580,000           | 52.3٪    | 300,000          | 6.2٪          | 40,000               | 41.5٪ | 240,000        |
| الأوروغواي  | 3,490,000         | 57٪      | 1,990,000        | 41.5٪         | 1,450,000            | 1.5٪  | 50,000         |
| فنزويلا     | 33,010,000        | 89.5٪    | 29,540,000       | 9.7٪          | 3,220,000            | 0.8٪  | 250,000        |
| جنوب أمريكا | 422,194,269       | 83.43٪   | 385.210.000      | 9.18٪         | 35480.000            | 7.39٪ | 11,080,000     |